# Akte Frond

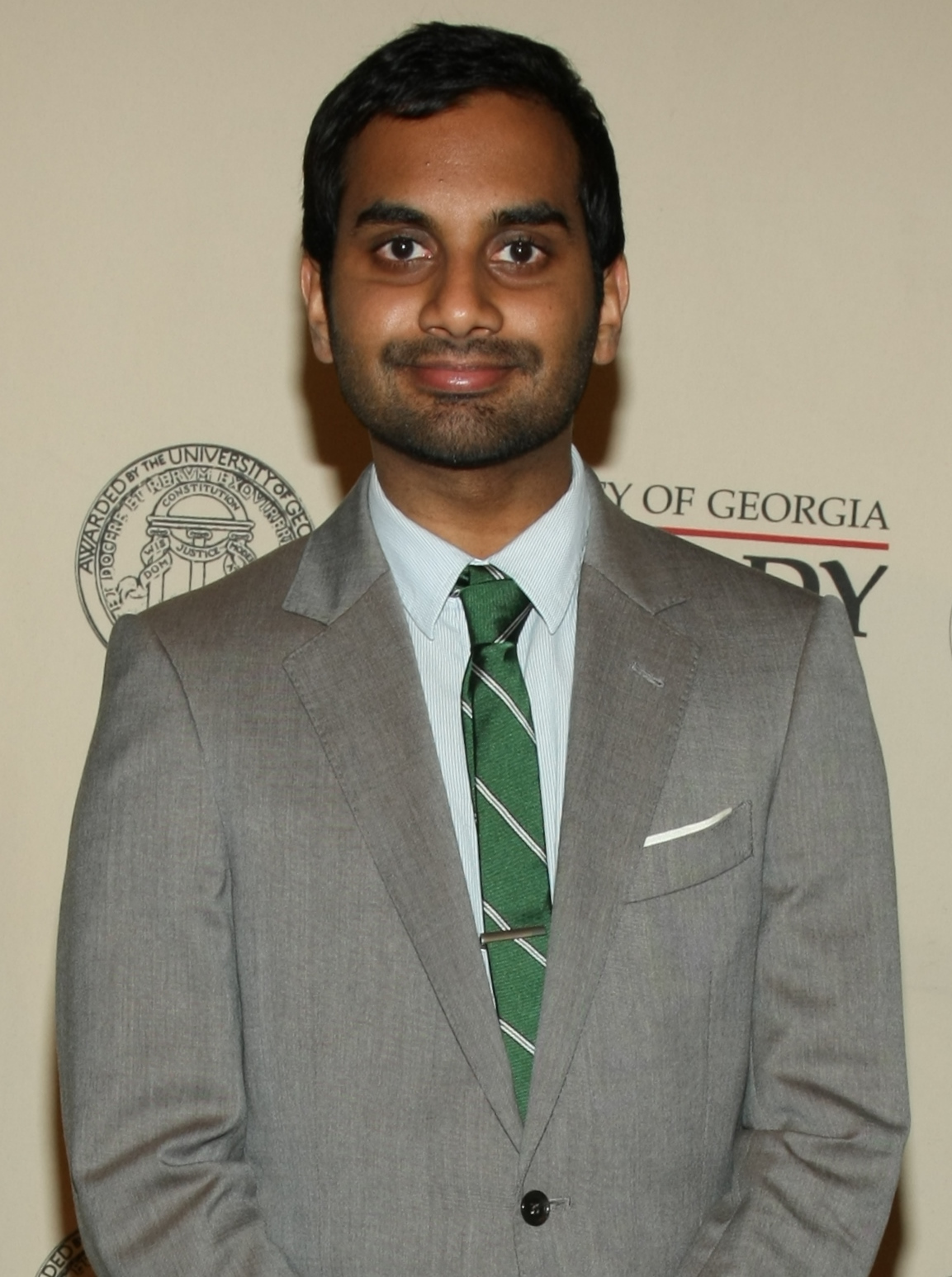
Aziz Ansari (2012)

Akte Frond (Originaltitel: The Frond Files) ist die zwölfte Folge der vierten Staffel der animierten Comedyserie Bob’s Burgers. Sie wurde von Lizzie und Wendy Molyneux geschrieben, Regie führte Jennifer Coyle. In dieser Folge besuchen Bob (H. Jon Benjamin) und Linda Belcher (John Roberts) in der Wagstaff School die Ausstellung Warum ich die Wagstaff mag. Da sie die Aufsätze ihrer Kinder nicht finden können, fragen sie den Vertrauenslehrer Phillip Frond (David Herman), der ihren die abgelehnten Aufsätze zu Lesen gibt.
Die Folge besteht aus drei Segmenten, jeweils eines für jede Geschichte der Belcher-Kinder: Louises (Kristen Schaal) Science-Fiction-Geschichte inspiriert von der Terminator-Trilogie, Genes (Eugene Mirman) Musical, das Rock ’n’ Roll Highschool parodiert, und Tinas (Dan Mintz) „erotische Freunde-Geschichte“ als Hommage an Die Nacht der lebenden Toten. Alle drei Aufsätze stellen Mr. Frond als Antagonist dar.
Als Gastsprecher leiht Comedian Aziz Ansari im Original Darryl seine Stimme im ersten und dritten Segment. Die Erstausstrahlung fand in den USA am 9. März 2014 auf dem Fox Network statt, die deutschsprachige Erstausstrahlung war am 1. November 2015 auf Comedy Central. Die Folge erhielt positive Kritik, Kritiker lobten den Humor und die Popkultur-Anspielungen. Loren Bouchard bezeichnete die Folge später als eine seiner liebsten der Serie.

## Handlung

### Prolog
Bob und Linda sind in der Wagstaff School auf einer Ausstellung namens Warum ich die Wagstaff mag, finden aber nicht die Aufsätze ihrer Kinder. Nachdem Mr. Frond vergeblich versucht hat, sich vor ihnen zu verstecken, bringt er die Eltern in sein Büro und erklärt ihren, dass die Aufsätze ihrer Kinder nicht ausgestellt werden, weil er diese für beleidigend hält. Um seinen Standpunkt zu untermauern, lässt er sie die Texte lesen.

### Warum ich die Wagstaff mag
Louises Geschichte beginnt mit der Ankunft eines Roboters aus der Zukunft, der wie Mr. Frond aussieht und der vom echten Frond gebaut wurde, um Louise zu eliminieren. Auf ihrer Flucht wird sie von einer älteren Version von Darryl entdeckt, der ebenfalls in der Zeit zurückgereist ist und ihr erklärt, dass der Roboter zur Vergeltung auf diese Mission geschickt wurde, da Louise am Tag der Abschlusszeremonie der achten Jahrgangsstufe Mr. Frond einen Streich spielen wird: Sie wird einen Brownie auf seinen Stuhl stellen, sodass es so aussieht, als hätte er sich in die Hose gemacht, woraufhin er sich so sehr schämt, dass er kündigt. Louise freut sich darüber, beschwert sich aber darüber, dass Darryl nur eine Erklärung mitbringt und keine Waffen um den Roboter zu stoppen.
Während die beiden fliehen, treffen sie auf Gene und Tina. Die vier verstecken sich in der Küche der Cafeteria, wo Louise den Roboter dazu bringt, in ein Behältnis mit Sahnemais zu springen, wodurch er sich auflöst. Allerdings stellen sie dann fest, dass Mr. Frond weitere Roboter geschickt hat. In der nächsten Szene sitzen die Belcher-Geschwister an einem Picknicktisch an einem Strand in Mexiko – oder Belize, wie Gene sagt –, wo sie sich vor den Robotern verstecken und Louise in ihr Tagebuch schreibt.

### Furz-Schule für Hochbegabte
Genes Aufsatz beschreibt die Wagstaff School als eine „Furz-Schule für Hochbegabte“, wo er und seine Mitschüler zu seinen Liedern über Fürze singen und tanzen. Mr. Frond konfisziert daraufhin sein Keyboard. Mit der Hilfe seiner Geschwister kann er Mr. Frond aus seinem Büro locken und sein Keyboard aus dem „Keyboard-Knast“ befreien. Daraufhin spielt er über die Lautsprecheranlage ein Lied über Fürze, das mit einem Furz endet, der die Schule zerstört.

### Eine Horrorgeschichte
Tinas erotische „Freunde-Geschichte“ handelt davon, dass sie als Fluraufsicht arbeitet und mit Mitgliedern der Basketballmannschaft redet, die Tinea-cruris-Impfungen erhalten sollen. Später findet sie den Raum der Krankenschwester verwüstet vor und das Basketballteam hat sich in Zombies verwandelt. Tina, Gene, Louise, Darryl, Jimmy Pesto Jr. (Benjamin) und Zeke (Bobby Tisdale) fliehen und versuchen ins Lehrerzimmer zu gelangen, da es der einzige Raum der Schule ist, der sich abschließen lässt. Allerdings hat sich Mr. Frond dort eingeschlossen und will sie nicht hineinlassen, weil er überleben muss, um sich um die Überlebenden zu kümmern. Daraufhin wird er von der Krankenschwester, die ein Zombie geworden ist, gebissen. Tina stellt fest, dass sie durch erotisches Tanzen die Zombies stoppen kann. Diese denken, dass sie mit ihnen flirtet, woraufhin sie Tinas Freunde werden.

### Epilog
Bob und Linda halten die Geschichten ihrer Kinder für sehr kreativ. Mr. Frond sagt, dass der wahre Grund dafür, dass er die drei Aufsätze nicht ausstellen lässt, ist, dass diese ihn als Bösewicht darstellen. Sie trösten ihn und geben ihm Hinweise, wie er mit Kindern sprechen soll. Daraufhin entscheidet er sich dafür, eine Rede vor der Schulinspektorin zu halten, will die Aufsätze der Kinder aber weiterhin nicht ausstellen. Er steht auf, merkt aber nicht, dass er die gesamte Zeit auf einem Brownie gesessen hat. Bob und Linda lassen sich nicht anmerken, nehmen Genes konfisziertes Keyboard und verlassen das Büro. Zuhause bekommt Louise ein unterbewusstes Gefühl, dass ihr Streich funktioniert hat.

## Produktion
Akte Frond wurde von Lizzie und Wendy Molyneux geschrieben, Regie führte Jennifer Coyle. In einem Interview mit Rolling Stone bezeichnete Loren Bouchard diese Folge als einer seiner liebsten der Serie und sagte: „Erneut, das Phantasieleben der Kinder — so lange in deren Köpfen zu sein, ist für uns wirklich lustig“ Bouchard verriet, dass die Produktion von Genes Musicalstück im zweiten Segment „solch ein spaßiger Genuss“ für die Crew war.
Comedian Aziz Ansari tritt in der Folge als Gastsprecher auf und leiht in der Originalversion erneut Darryl seine Stimme; im ersten Segment kommt eine ältere Version der Figur vor, die in der Zeit zurück in die heutige Wagstaff School gereist ist. Ansari erwähnte seinen Auftritt zuerst in einem „Fragt mich alles“-Thread auf Reddit. Dort schrieb er, dass die Folge eine „großartige Idee“ sei und dass „jeder, [der] ein Fan von Terminator 2 ist, SEHR erfreut“ sein würde. Am 7. März 2014 erschienen zwei Vorschauen auf YouTube: ein Clip aus Furz-Schule für Hochbegabte (engl. Fart School for the Gifted) auf dem Animation-Domination-Kanal und ein Hinter-den-Kulissen-Zeichentrickvideo auf dem Bob’s-Burgers-Kanal. Am 9. März, dem Datum der Erstausstrahlung, wurde auf dem offiziellen Autorenblog der Serie ein offizielles Poster für die Folge veröffentlicht, gestaltet von Hector Reynoso und Anthony Aguinaldo. Ein verlängertes Musikvideo von Genes Furz-Lied erschien am 18. März 2014.

## Kulturelle Anspielungen
Louises Segment Warum ich die Wagstaff mag (engl. Why I Love Wagstaff) ist eine Science-Fiction-Geschichte, die hauptsächlich auf der Terminator-Trilogie basiert, insbesondere auf Terminator 2 – Tag der Abrechnung von 1991, darunter die Ankunft des Roboters aus der Zukunft. Eine Szene, in der sich die Hauptfiguren in der Küche verstecken, bezieht sich auf eine ähnliche Szene aus dem Film Jurassic Park (1993). Genes Segment parodiert den Musicalfilm Rock ’n’ Roll Highschool von 1979 und spielt mit dem „Erwachsene-gegen-Kinder-Thema von 80er-Jahre-Filmen“. Tinas Segment Eine Horrorgeschichte (engl. A Tale of Horror) ist eine Hommage an den Zombie-Horrorfilm Die Nacht der lebenden Toten (1968) und wurde daher in schwarz-weiß gezeichnet.

## Rezeption
„Akte Frond“ wurde in den USA erstmals am 9. März 2014 auf dem Fox Network als Teil des Animation-Domination-Programmblocks ausgestrahlt. Es war die erste Folge der Serie nach einer zweimonatigen Unterbrechung, außerdem erhielt die Serie ab dieser Folge einen neuen Sendeplatz, die Ausstrahlung fand bereits um 19 Uhr statt. Dabei wurde sie von 2,21 Millionen Zuschauern gesehen und erreichte eine Quote von 0,9/3 in der Zielgruppe der 18- bis 49-Jährigen. Damit war sie die viert-meist gesehene Sendung des Programmblocks an diesem Abend.
Pilot Viruet vom A.V. Club bewertete die Folge mit „B+“ und schrieb, dass diese „unglaublich lustig [war] und [sie] daran erinnert hat, warum die Belchers [ihre] derzeitige Lieblingsfamilie im Fernsehen sind.“ Allerdings meinte sie, dass die Folge „nicht so schnell ein Favorit werde, so wie das bei vielen Bob’s-Burgers-Folgen ist“, und sie war unsicher, ob sie „das Format der Charakterskizze gerafft“ habe: „Viel davon, so lustig wie es war, schien wie ein Runderneuern von Dingen zu sein, die wir schon kannten.“ Dennoch bewertete Viruet die „Einzeiler und kleinen Witze“ positiv und schreib: „Jede Figur – und jeder Synchronsprecher – war genau richtig.“
Robert Ham vom Magazin Paste bewertete die Folge mit 8,9 von 10 möglichen Punkten und nannte diese „eine der besten und lustigsten [Folgen] einer schon längst großartigen vierten Staffel.“ Ham schrieb: „Das ganze Ding ist eine irre und brillante kulturelle Anspielung und etwas Albernheit hintereinander. Es betont erneut die starke Verbindung, die die Familie besitzt.“ Matt Brasil von Heave Media lobte die Anspielungen auf Terminator und Jurassic Park in Louises Geschichte, fand, dass Genes Segment „nicht so gut ankommt um eure Erwartungen zu senken“, und beschrieb Tinas „Zombie-Liebesgeschichte“ als „einfach den lustigsten Akt… frei erzählt aber gute Substanz.“